# Квидзын
Кви́дзын (пол. Kwidzyn, ранее Мариенвердер (нем. Marienwerder) — город в Польше, входит в Поморское воеводство, Квидзынский повят. Имеет статус городской гмины. Занимает площадь 21,82 км². Население — 40 008 человек (на 2004 год).

## История
История города начинается с XI века, когда на его месте было основано славянское поселение Кведин (в хрониках встречается написание Quedin, Queden).
В 1232 году рыцари Тевтонского ордена основали на его месте замок Орденсбург (нем. Ordensburg), в следующем году получивший статус города. Население в основном составляли мазуры — выходцы из Мазовского герцогства. С 1285 по 1587 год город служил резиденцией помезанских епископов.
В 1330 году в городском соборе был похоронен 17-й Великий магистр Тевтонского ордена Вернер фон Орзельн. С 1391 и до своей смерти в 1394 году в городе жила святая Доротея из Монтау; её гробница позже превратилась в объект паломничества.
14 марта 1440 года в городе был основан так называемый Прусский союз — объединение городов Пруссии против Тевтонского ордена. Тем не менее, последовавшая за этим Тринадцатилетняя война не привела к выходу города из состава Ордена.
В 1525 году (после перехода последнего Магистра Тевтонского ордена в лютеранство и превращения Пруссии в светское государство) Квидзын вошёл в состав Прусского герцогства; с 1701 года — Прусского королевства. В 1773—1818 годах город входил в состав Восточной Пруссии, позже вошёл в состав Западной Пруссии.
Согласно статистическим данным, в 1818 году город был населён в основном польскоговорящими мазурами; однако политика германизации неуклонно уменьшала долю говорящего по-польски населения. После включения в 1871 году Мариенвердера в состав Германской империи, германизация заметно усилилась. По состоянию на 1885 год в городе насчитывалось 8 079 жителей, в основном лютеран по вероисповеданию. В городе производился сахар, уксус, машины; кроме того, были развиты молочное животноводство и садоводство. По данным на 1910 год, польским было 35,7 % населения города.
После Первой мировой войны бо́льшая часть Западной Пруссии вошла в состав Польши. 11 июля 1920 года в ходе плебисцита о государственной принадлежности города большинство (92 %) высказались за оставление города в составе Германии. Мариенвердер вошёл в состав Западно-прусского округа Восточной Пруссии.
В период Веймарской республики в городе была открыта польская средняя школа. 25 августа 1939 года ученики школы были высланы в концентрационные лагеря.
В ходе боевых действий Мариенвердер пострадал незначительно. По решению Потсдамской конференции в 1945 году город перешёл к Польше; значительную часть нового польского населения составили репатрианты из Гродно. Часть старого центра города была демонтирована, чтобы дать материал для восстановления разрушенной Варшавы.

## Достопримечательности города
- Готический замок тевтонских рыцарей. Заложен в 1322 году, строительство завершено во второй половине XIV века.
- Собор святого Иоанна (1343—1384); в соборе похоронены епископы Помезании и трое Великих магистров Тевтонского ордена.

## Галерея
- Замок епископов Померании в 1910 году
- Мариенвердерское епископство (2004)
- Квидзынский собор
- Церковь Святой Троицы и Вознесения Богородицы
- Руины старой синагоги